# 博吉恰鄉

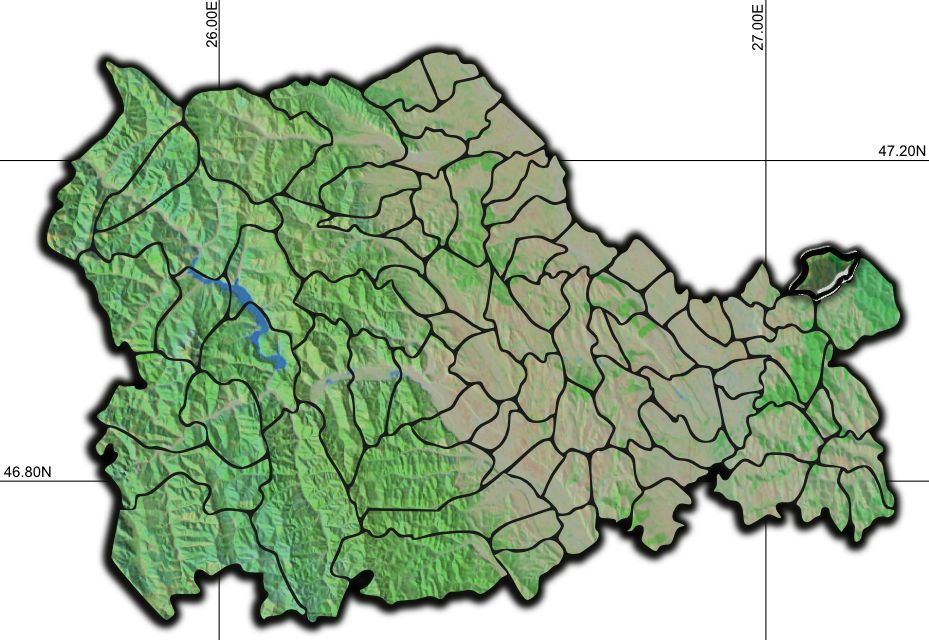
博吉恰鄉

47°04′N 27°04′E / 47.067°N 27.067°E
博吉恰鄉（羅馬尼亞語：Comuna Boghicea, Neamț），是羅馬尼亞的鄉份，位於該國東北部，由尼亞姆茨縣負責管轄，面積45平方公里，海拔高度258米，2007年人口2,604，人口密度每平方公里58人。